# Laços Humanos
A Tree Grows in Brooklyn (bra/prt: Laços Humanos) é um filme norte-americano de 1945, do gênero drama, dirigido por Elia Kazan e estrelado por Dorothy McGuire e Joan Blondell.

## Produção
Elogiada estreia na direção de Elia Kazan, Laços Humanos já contém duas qualidades associadas ao diretor: grande talento para dirigir atores e sensibilidade com o trato de personagens e relacionamentos familiares nos Estados Unidos.
James Dunn, como um pai alcoólatra e sonhador, ganhou um Oscar por sua atuação -- o único de sua carreira. Peggy Ann Garner, no papel de sua filha, foi premiada pela Academia com um Oscar especial, aos 13 anos de idade.
Segundo Ken Wlaschin, este é um dos dez melhores desempenhos de Joan Blondell, que interpreta a tia a quem nunca falta dinheiro e, por isso, é motivo de falatório entre os vizinhos.
Em 1974, a história foi transposta para a TV, com produção da divisão de TV da 20th Century Fox.

## Sinopse
Nova Iorque, em torno de 1900. A família Nolan vive na pobreza em uma pequena casa do Brooklyn. Johnny, o pai, vive bêbado e nas nuvens, construindo castelos de areia que vão de encontro à determinação da esposa Katie, forte, prática e realista. Os filhos Neeley e Nancie -- que deseja mudar para uma escola melhor, mas papai não ajuda... -- se divertem é com a tia Sissy, que sempre aparece por lá. Sissy já teve vários maridos e sua bolsa está sempre bem fornida...

## Principais premiações
| Patrocinador                                  | Prêmio    | Categoria                                                    | Situação          |
| --------------------------------------------- | --------- | ------------------------------------------------------------ | ----------------- |
| Academia de Artes e Ciências Cinematográficas | Oscar     | Melhor Ator Coadjuvante (James Dunn) Melhor Roteiro Adaptado | Vencedor Indicado |
| National Board of Review                      | NBR Award | Dez Melhores Filmes de 1945                                  | Escolhido         |
| Film Daily                                    |           | Dez Melhores Filmes de 1945                                  | Escolhido         |
| The New York Times                            |           | Dez Melhores Filmes de 1945                                  | Escolhido         |

- Oscar Especial (estatueta em miniatura): Peggy Ann Garner

## Elenco
| Ator/Atriz       | Personagem          |
| ---------------- | ------------------- |
| Dorothy Mc Guire | Katie Nolan         |
| Joan Blondell    | Tia Sissy           |
| James Dunn       | Johnny Nolan        |
| Lloyd Nolan      | McShane             |
| James Gleason    | McGarrity           |
| Ted Donaldson    | Neeley              |
| Peggy Ann Garner | Francie             |
| Ruth Nelson      | Senhorita McDonough |
| John Alexander   | Steve Edwards       |